# 대전구봉중학교
대전구봉중학교(大田九峯中學校)는 대한민국 대전광역시 서구 관저동에 있는 공립 중학교이다.

## 학교 연혁
- 2005년 11월 2일 : 대전구봉중학교 설립 인가 (29학급)
- 2006년 3월 1일 : 초대 나도창 교장 부임
- 2006년 3월 3일 : 대전구봉중학교 2006학년도 입학식(199명)
- 2006년 6월 5일 : 대전구봉중학교 개교식
- 2009년 3월 1일 : 시교육청지정 정책 연구학교 녹색성장교육(2년)
- 2012년 3월 1일 : 시교육청지정 정책 연구학교 보건교육(2년)
- 2016년 3월 1일 : 시교육청지정 정책 연구학교 중‧고연계교육(2년)
- 2017년 3월 1일 : 시교육청지정 SW교육 선도학교(4년)
- 2021년 2월 9일 : 대전구봉중학교 제13회 졸업(223명) (총 3,663명)
- 2023년 3월 1일 : 제9대 채미경 교장 부임
- 2024년 1월 19일 : 대전구봉중학교 제16회 졸업(214명)
- 2024년 3월 4일 : 대전구봉중학교 2024학년도 입학(208명)

## 참고 자료
- 대전구봉중학교 - 한국교육학술정보원 학교알리미